# European Bowling Federation
De European Bowling Federation (EBF) is de Europese sportfederatie voor het bowlen. De organisatie is aangesloten bij de International Bowling Federation (IBF).

## Geschiedenis
De organisatie werd opgericht als Europese afdeling van de Fédération Internationale des Quilleurs (FIQ), alsook van de - in 1973 in de schoot van de FIQ opgerichte - World Tenpin Bowling Association (WTBA) en droeg tot 2001 de naam FIQ/WTBA European Zone (afgekort als FIQ/WTBA-EZ). Tijdens het 10e congres te Aalborg werd de naam van de organisatie gewijzigd in European Tenpin Bowling Federation (ETBF). Omstreeks 2021 nam de organisatie haar huidige naam (EBF) aan. 

## Structuur

### Bestuur
Huidig voorzitter is de IJslander Valgeir Gudbjartsson en vice-voorzitter is de Cyprioot Marios Nicolaides. Secretaris-generaal is de Duitse Martina Jakobi.
| Periode      | Voorzitter           |
| ------------ | -------------------- |
| 1989 - 2023  | Addie Ophelders      |
| 2023 - heden | Valgeir Gudbjartsson |

| Periode      | Algemeen secretaris |
| ------------ | ------------------- |
| 2019 - 2022  | Nataša Pirc Musar   |
| 2023 - heden | Martina Jakobi      |